# Femarmad solsjöstjärna
Femarmad solsjöstjärna (Lophaster furcifer) är en sjöstjärneart som först beskrevs av Magnus Wilhelm von Düben och Johan Koren 1846.  Femarmad solsjöstjärna ingår i släktet Lophaster och familjen solsjöstjärnor. Det är osäkert om arten förekommer i Sverige. Inga underarter finns listade i Catalogue of Life.